# محلة الرابعية
محلة الرابعية من أحياء مدينة الموصل القديمة وتقع في الجهة الغربية من محلة السرجخانة.

## أصل التسمية
نسبة إلى جامع الرابعية الذي أنشأته رابعة خاتون بنت إسماعيل الجليلي.

## معالم المحلة

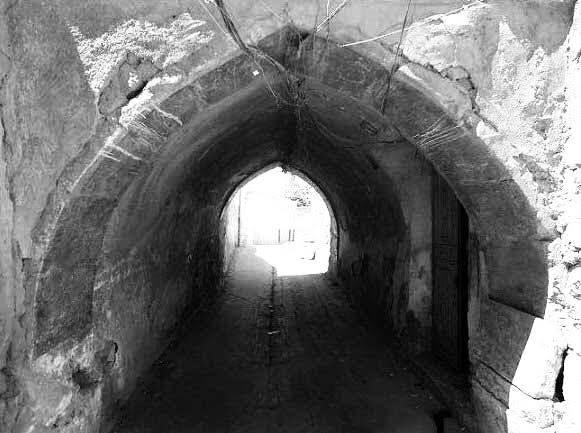
إحدى القناطر في مدينة الموصل القديمة.

- القناطر: تمتاز محلة الرابعية بالقناطر وهي نوع من الابنية التي تقع على طرفي أحد الأزقة بحيث تشكل وضعًا يشبه القنطرة أو الجسر فوق ذلك الزقاق وغالبا ما يستغل هذا النوع من البناء كغرفة اضافية لغرف الدار العلوية. وتعد مدينة الموصل من المدين العربية القليلة التي تتميز بهذا النوع من البناء.[1]
- جامع الرابعية: وهو من الجوامع التي انشأها الجليليون في الموصل. أنشأته رابعة خاتون بنت إسماعيل باشا الجليلي واكتمل بناؤه سنة 1180 هـ.[3]
- دار القرآن الرابعية : تقع في جامع الرابعية. بنتها رابعة خاتون لتدريس القرآن الكريم والقراءات والعلوم المتعلقة به.[4]
- المدرسة الحسنية ودار القرآن : تقع في محلة الرابعية، قريبة من حمام قره علي. بنتها فردوس خاتون بنت يحيى اغا الجليلي زوجة حسن بك بن الحاج حسين باشا الجليلي في سنة 1232 هـ. وبني فيها أيضا دار للقرآن واوقف عليها خزانة كتب تحتوي مخطوطات متنوعة.[5]
- المدرسة المحمودية : تقع مقابل جامع الرابعية. كانت مسجدا صغيرا جددت عمارته سنة 1090 هـ وفي سنة 1232 هـ كان بناء المسجد قد تداعى فعمره محمود اغا وفتحية خاتون أبناء سليمان اغا الجليلي بوصية من ابيهما. وبنيا فه مدرسة لتدريس العلوم.[6]